# Laphria altitudinum
Laphria altitudinum är en tvåvingeart som beskrevs av Stanley Willard Bromley 1924. Laphria altitudinum ingår i släktet Laphria och familjen rovflugor. Inga underarter finns listade i Catalogue of Life.